# モリ・マサ
モリ・マサ（もり まさ、1987年 - ）は、日本のアニメ監督。千葉県出身。スタジオアウトリガー所属。

## 経歴
ファストアニメｰションの数多くの制作に携わり、代表作『貝社員』は、制作本数900本以上となる。
全国のTOHOシネマズの幕間や朝の情報番組『ZIP!（日テレ）』にて上映・放送された。

## 主な作品
- 2013年 - 第1期 にゅるにゅる!!KAKUSENくん（脚本）
- 2014年 - 貝社員（監督 / 脚本 / 声）
- 2015年 - 第2期 にゅるにゅる!!KAKUSENくん（監督 / 脚本）
- 2018年 - 祝花
- 2021年 - 猫ジョッキー（監督）
- 2021年 - Obey Me! The Anime
- 2022年 - きゅりぃむちゃん
- 2022年 - 映画『カメの甲羅はあばら骨』（監督 / 共同脚本）
- 2024年 - エグミレガシー（監督 / 共同脚本）